# Montréal-Mirabels internationella flygplats
Montréal-Mirabels internationella flygplats (franska: Aéroport international de Montréal-Mirabel, engelska: Montréal–Mirabel International Airport) är en flygplats i Mirabel utanför Montréal i Kanada.   Flygplatsen ligger i regionen Laurentides och provinsen Québec, cirka 40 km nordväst om centrala Montréal. Den ligger 82 meter över havet.

## Historia
Flygplatsen öppnades 1975 och byggdes eftersom man såg ökande trafik på den existerande flygplatsen Dorval. Man ville ersätta Dorval med Mirabel, men vägavståndet på 56 km från staden gjorde den aldrig populär. Det faktum att det var två flygplatser ganska långt från varandra skapade långa transfertider, och de som skulle byta mellan inrikes och utrikes föredrog att byta i Toronto. 2004 lades all reguljär passagerartrafik ned på Mirabel.

## Trafik
Det är fraktflyg och allmänflyg på flygplatsen. Det är ingen reguljär passagerartrafik.